# Мірзабекян Арам Михайлович
Арам Михайлович Мірзабекян (червень 1895, місто Баку, тепер Азербайджан — розстріляний 14 листопада 1937, місто Тбілісі, тепер Грузія) — вірменський радянський діяч, 2-й секретар ЦК КП(б) Вірменії. Член ЦВК Грпузинської РСР. 

## Життєпис
До 1914 року навчався в Бакинському комерційному училищі. З 1914 по 1918 рік — студент Київського комерційного інституту.
Член РСДРП(б) з 1915 року.
У 1918 році — помічник начальника Червоної гвардії в Баку. До серпня 1918 року працював в Бакинській губернській надзвичайній комісії (ЧК). У 1918 році також був секретарем продовольчої наради Бакинської міської думи.
З вересня 1918 року — завідувач частини Особливого відділу ВЧК в Астрахані. У 1919 році — слідчий ВЧК. З 1919 по січень 1920 року — завідувач спеціального відділу ВЧК.
У січні 1920 — 1923 року — секретар Революційної військової ради Окремої Кавказької (Кавказької Червонопрапорної) армії РСЧА.
У 1924 — після 1927 року — завідувач виконавчого бюро Закавказької крайової контрольної комісії РКП(б) (ВКП(б)) — Народного комісаріату робітничо-селянської інспекції Закавказької РФСР.
У квітні — грудні 1933 року — 2-й секретар ЦК КП(б) Вірменії.
У 1933 — лютому 1934 року — заступник народного комісара робітничо-селянської інспекції Грузинської РСР.
У лютому 1934 — 1936 року — в апараті уповноваженого Комісії партійного контролю при ЦК ВКП(б) по Грузинській РСР; уповноважений Народного комісаріату зовнішньої торгівлі СРСР по Закавказькій РФСР у місті Тбілісі.
1937 року заарештований органами НКВС. 14 листопада 1937 року засуджений до страти, того ж дня розстріляний в місті Тбілісі.
Посмертно реабілітований.